# Ludwig Gitzler
Ludwig Anton Gitzler (* 13. Juni 1811 in Guttentag; † 5. August 1888 in Breslau) war Jurist, Hochschullehrer und Mitglied des Reichstags des Norddeutschen Bundes.

## Leben
Gitzler besuchte das katholische Gymnasium zu Breslau, studierte in Breslau und Halle Rechtswissenschaften und habilitierte sich 1835 in Breslau, wo er seit 1850 ordentlicher Professor war. Er schrieb ein Handbuch des Kirchen- und des Eherechts, sowie mehrere Abhandlungen, die sich teils auf kanonisches, teils auf römisches Recht beziehen. Seit 1848 war er bei mehreren Vereinen für die christliche Caritas tätig, insbesondere auch bei dem Verein für Besserung und Unterbringung entlassener Strafgefangener.
1867 bis 1871 war er Mitglied des Reichstags des Norddeutschen Bundes und des Zollparlaments für den Wahlkreis Breslau 13 (Frankenstein, Münsterberg) und die Freikonservative Vereinigung.
Seit 1862 war er Ehrenmitglied der katholischen Studentenverbindung KDStV Winfridia Breslau im CV.